# Lomé
Lomé a Togói Köztársaság fővárosa, az ország adminisztratív és ipari központja, valamint legjelentősebb kikötője.
A város neve az ewe nyelv alomé szavából származik, ami egy fafajtát jelöl, aminek termését rágni lehetett. Ez a fa valamikor nagy mennyiségben termett ezen a vidéken.

## Földrajz
Lomé a Guineai-öbölben fekszik. Az Atlanti-óceánnak köszönhetően jó a megközelítése vízen.

### Éghajlat
Loméban az évi középhőmérséklet 27 °C, trópusi éghajlatának forróságát az óceán közelsége alig mérsékli. Bár minden hónapra jut eső, az évi átlag 765 milliméter kétharmadát április és július között kapja.
| Hónap                         | Jan. | Feb. | Már. | Ápr. | Máj. | Jún. | Júl. | Aug. | Szep. | Okt. | Nov. | Dec. | Év   |
| ----------------------------- | ---- | ---- | ---- | ---- | ---- | ---- | ---- | ---- | ----- | ---- | ---- | ---- | ---- |
| Átlagos max. hőmérséklet (°C) | 31,7 | 32,3 | 32,5 | 32,1 | 31,3 | 29,6 | 28,2 | 28,0 | 29,1  | 30,4 | 31,6 | 31,6 | 30,7 |
| Átlaghőmérséklet (°C)         | 27,0 | 28,0 | 28,0 | 28,0 | 27,0 | 26,0 | 25,0 | 25,0 | 26,0  | 26,0 | 27,0 | 27,0 | 26,7 |
| Átlagos min. hőmérséklet (°C) | 22,5 | 24,0 | 24,5 | 24,4 | 23,5 | 22,8 | 22,5 | 22,3 | 22,5  | 22,8 | 22,9 | 22,5 | 23,1 |
| Átl. csapadékmennyiség (mm)   | 9    | 23   | 53   | 96   | 153  | 252  | 91   | 33   | 65    | 75   | 20   | 8    | 878  |
| Forrás: wetterkontor.de       |      |      |      |      |      |      |      |      |       |      |      |      |      |

## Gazdaság
Lomé Togó szerény iparának fellegvára. Régi keletű malom-, növényolaj-, sör-, fa-, és textilipara 1978-ban 1 millió tonna kapacitású kőolaj-finomítóval, 1979-ben kis acélművel és a szomszédos országok piacára termelő nagy cementgyárral bővült.
A hamisítatlan afrikai kereskedelmének színtere azonban a színes forgatagával is lenyűgöző piac.

## Történelem
A várost a 18. században az ewe nép alapította, korábban Bey Beach néven volt ismeretes.
A 19. században érkeztek a német telepesek. 1897-ben a németek Lomét tették meg a telepesek központjának. Ekkor kezdték el építeni a katedrálist, az elnöki palotát.
Az első világháború után Nagy-Britanniáé és Franciaországé lett az ország megosztva. 1960-ban lett a független Togo fővárosa.
1975-ben itt írták alá az ACP-országok alapító okmányát, a Loméi szerződést.

## Kultúra
Itt található a nemzeti színház, múzeum, és az ország egyetlen egyeteme. Épületeinek többsége a pusztulás jeleit mutatja. Valamikor a „Nyugat-Afrika Párizsa” nevet viselte.

## Közlekedés
A várost a Lomé-Tokoin nemzetközi repülőtér szolgálja ki, ez viszonylag közel, nagyjából 5 km-re északkeletre található a város központjától. Az egykori vasútvonal Blittát kötötte össze a fővárossal.
1964–1968 között épült meg mélyvízi kikötője is, ezen keresztül bonyolódik le áruforgalmának nagy része.
A városban sok taxi található, ezek díjszabása alku tárgya.

## Képek
|  |  |  |  |

## Testvértelepülések
- Bay City, USA
- Duisburg, Németország
- Sencsen, Kína
- Tajpej, Tajvan